# William A. Horning
Pour les articles homonymes, voir Horning.
William Allen Horning est un directeur artistique américain né le 9 novembre 1904 dans le Missouri et mort le 2 mars 1959 à Los Angeles (Californie).

## Biographie
William A. Horning rejoint la MGM en 1931 comme dessinateur, puis devient décorateur assistant de Cedric Gibbons. Il restera dans ce studio pendant une trentaine d'années. Il est nommé une première fois aux Oscars en 1937 au titre de l'Oscar des meilleurs décors pour Marie Walewska, puis deux ans plus tard, pour Le Magicien d'Oz, et 12 ans plus tard, pour Quo Vadis.
À la retraite de Gibbons en 1956, il obtient le poste de directeur artistique. Il est à nouveau nommé pour Les Girls et L'Arbre de vie en 1957.
La semaine précédant sa mort, Horning est encore nommé au titre de l'Oscar des meilleurs décors pour Gigi et lors de la 31e cérémonie des Oscars au mois d'avril, il reçoit un Oscar à titre posthume.

## Filmographie

### Cinéma (sélection)
- 1935 : Les Mains d'Orlac (Mad Love) de Karl Freund
- 1936 : Furie (Fury) de Fritz Lang
- 1937 : Marie Walewska (Conquest) de Clarence Brown
- 1938 : Marie-Antoinette de W. S. Van Dyke
- 1939 : Le Magicien d'Oz (The Wizard of Oz) de Victor Fleming
- 1951 : Quo vadis de Mervyn LeRoy
- 1956 : Thé et Sympathie (Tea and Sympathy) de Vincente Minnelli
- 1957 : Le Rock du bagne (Jailhouse Rock) de Richard Thorpe
- 1957 : L'Arbre de vie (Raintree County) d'Edward Dmytryk
- 1957 : Les Girls de George Cukor
- 1957 : La Belle de Moscou (Silk Stockings) de Rouben Mamoulian
- 1957 : La Femme modèle (Designing Woman) de Vincente Minnelli
- 1957 : L'aigle vole au soleil (The Wings of Eagles) de John Ford
- 1957 : La Cage aux hommes (House of Numbers) de Russell Rouse
- 1958 : Comme un torrent (Some Came Running) de Vincente Minnelli
- 1958 : Traquenard (Party Girl) de Nicholas Ray
- 1958 : La Chatte sur un toit brûlant (Cat on a Hot Tin Roof) de Richard Brooks
- 1958 : Gigi de Vincente Minnelli
- 1958 : Libre comme le vent (Saddle the Wind) de Robert Parrish
- 1958 : Les Frères Karamazov (The Brothers Karamazov) de Richard Brooks
- 1959 : Ben-Hur de William Wyler
- 1959 : La Mort aux trousses (North by Northwest) d'Alfred Hitchcock

### Télévision
- 1957-1959 : Monsieur et Madame détective (67 épisodes)
- 1958-1959 : Northwest Passage (13 épisodes)
- 1959 : The Lawless Years (8 épisodes)
- 1959 : Alcoa Presents: One Step Beyond (15 épisodes)

## Distinctions
Oscar des meilleurs décors

### Récompenses
- en 1959 pour Gigi[2]
- en 1960 pour Ben-Hur[2]

### Nominations
- en 1938 pour Marie Walewska
- en 1940 pour Le Magicien d'Oz
- en 1952 pour Quo vadis
- en 1958 pour Les Girls et pour L'Arbre de vie
- en 1960 pour La Mort aux trousses